# Soings-en-Sologne
Soings-en-Sologne ist eine Gemeinde mit 1.570 Einwohnern (Stand: 1. Januar 2022) im französischen Département Loir-et-Cher der Region Centre-Val de Loire. Die Gemeinde gehört zum Arrondissement Romorantin-Lanthenay und zum Kanton Saint-Aignan (bis 2015: Kanton Selles-sur-Cher).

## Geographie
Soings-en-Sologne liegt etwa 15 Kilometer nordwestlich von Romorantin-Lanthenay in der Sologne. Umgeben wird Soings-en-Sologne von den Nachbargemeinden Pruniers-en-Sologne im Norden, Villefranche-sur-Cher im Osten, La Chapelle-Montmartin im Südosten, Chabris im Süden sowie Selles-sur-Cher im Westen.

## Bevölkerungsentwicklung
| 1962                       | 1968 | 1975 | 1982 | 1990 | 1999 | 2006 | 2017 |
| -------------------------- | ---- | ---- | ---- | ---- | ---- | ---- | ---- |
| 1302                       | 1324 | 1314 | 1259 | 1289 | 1314 | 1463 | 1614 |
| Quellen: Cassini und INSEE |      |      |      |      |      |      |      |

## Sehenswürdigkeiten
- Tumuli Les Montanjons und Tertre
- Kirche Saint-jean-Baptiste
- Schlösser Les Pins, Chanteloire, Carroir und Corbrande
- See Soings als Naturreservat und Naherholungsmöglichkeit